# الربيكة (القفر)

تعديل مصدري - تعديل

الربيكة محلة تابعة لقرية الحصن والقلعة، التابعة لعزلة الكرابة بمديرية القفر إحدى مديريات محافظة إب في الجمهورية اليمنية.، بلغ تعداد سكانها 89 حسب تعداد اليمن لعام 2004.